# Merlevenez
Merlevenez település Franciaországban, Morbihan megyében. Lakosainak száma 3191 fő (2022. január 1.). Merlevenez Kervignac, Nostang, Sainte-Hélène, Plouhinec, Riantec és Locmiquélic községekkel határos.

## Népesség
A település népességének változása:
| Lakosok száma | 1237 | 1769 | 2032 | 2773 | 3152 | 3193 | 3207 | 3238 | 3215 | 3191 |
|               | 1968 | 1982 | 1990 | 2006 | 2013 | 2015 | 2017 | 2019 | 2020 | 2022 |